# Montfaucon (Lot)
Montfaucon – miejscowość i gmina we Francji, w regionie Oksytania, w departamencie Lot.
Według danych na rok 1990 gminę zamieszkiwały 404 osoby, a gęstość zaludnienia wynosiła 15 osób/km² (wśród 3020 gmin regionu Midi-Pyrénées Montfaucon plasuje się na 671. miejscu pod względem liczby ludności, natomiast pod względem powierzchni na miejscu 361.).